# Ušba
Ušba (gruzijsko უშბა) je eden najpomembnejših vrhov Visokega Kavkaza. Leži v Svanetiji v Gruziji, le južno od meje z rusko Kabardino-Balkarijo. Čeprav se ne uvršča med 10 najvišjih vrhov pogorja, je Ušba znana kot kavkaški Matterhorn zaradi slikovitega dvojnega vrha v obliki spirale. Ušba zaradi svojega strmega profila in nestabilnega vremena mnogi plezalci ocenjujejo za najtežji vzpon na Kavkazu.
Južni vrh Ušbe je nekoliko višji od severnega vrha, ki je visok 4698 m. Na severni vrh sta leta 1888 prvič povzpela Angleža John Garford Cokklin in Ulrich Almer, južni vrh pa je svoj prvi vzpon videl leta 1903 z nemško-švicarsko-avstrijsko odpravo Adolf Schulze, Robert Helbling, Fritz Reichert, Albert Weber in Oscar Schuster, ki jo je vodil B. Rickmer-Rickmers. Pred tem je bilo približno 20 neuspelih poskusov. Takrat je južni vrh veljal za najtežjo goro na svetu. 2000 m visoko zahodno stran je prvi preplezal Ludwig Vörg, eden poznejših prvih plezalcev severne stene Eigerja.
Severni vrh Ušbe je bolj dostopen kot južni: običajna pot na severovzhodni greben se vzpenja z ruske strani območja na visoko planoto in od tod do vrha. Zato vrh vzpona po tej poti tehnično vključuje prestop meje. Pot je ocenjena s francosko AD + ali rusko 4a. Poti na južni vrh z gruzijske strani vključujejo dve smeri s francoske oznako ED.
Avgusta 2012 so nevihte povzročile, da je bil vzpon na Ušbo nepredvidljiv. Eden od plezalcev je umrl, drugi, Andranik Miribyan, pa je za štiri dni obtičal v bližini vrha, potem ko se je zaradi močnih snežnih padavin tja zatekeč. Ker zaradi močnega vetra reševalci niso mogli priti do njega s helikopterjem, se je Andranik odločil, da se spusti z gore kljub temu, da se mu je po med čiščenjem snega zlomil cepin.
Ruska turista Victoria Bušujeva (30) in 36-letni Andrej Sidorov sta septembra 2013 izginila na gori Ušba.
Ruska folk-rock skupina Melnica ima na njihovem četrtem albumu pesem Ušba. Posvečena je gruzijskemu plezalcu, prijatelju enega izmed njih, ki je umrl na tej gori.
Tudi Slovenski alpinisti so pogosti obiskovalci Ušbe. Prvič leta 1964 je bila odprava še jugoslovanska.